# 约翰逊 (威斯康星州)
约翰逊（英語：Johnson）是一个美國城镇，位於威斯康星州马拉松县。根據2010年人口普查，當地人口為985人。

## 地理
根据美国人口普查局，该镇的总面积為35.0 平方英里(90.6 平方公里2)。